# بانک هندلوی
بانک هندلوی (انگلیسی: Bank Handlowy) شرکت خدمات مالی و بانکداری لهستانی است، که در سال ۱۸۷۰ تأسیس شد.